# Abschnittsmotte

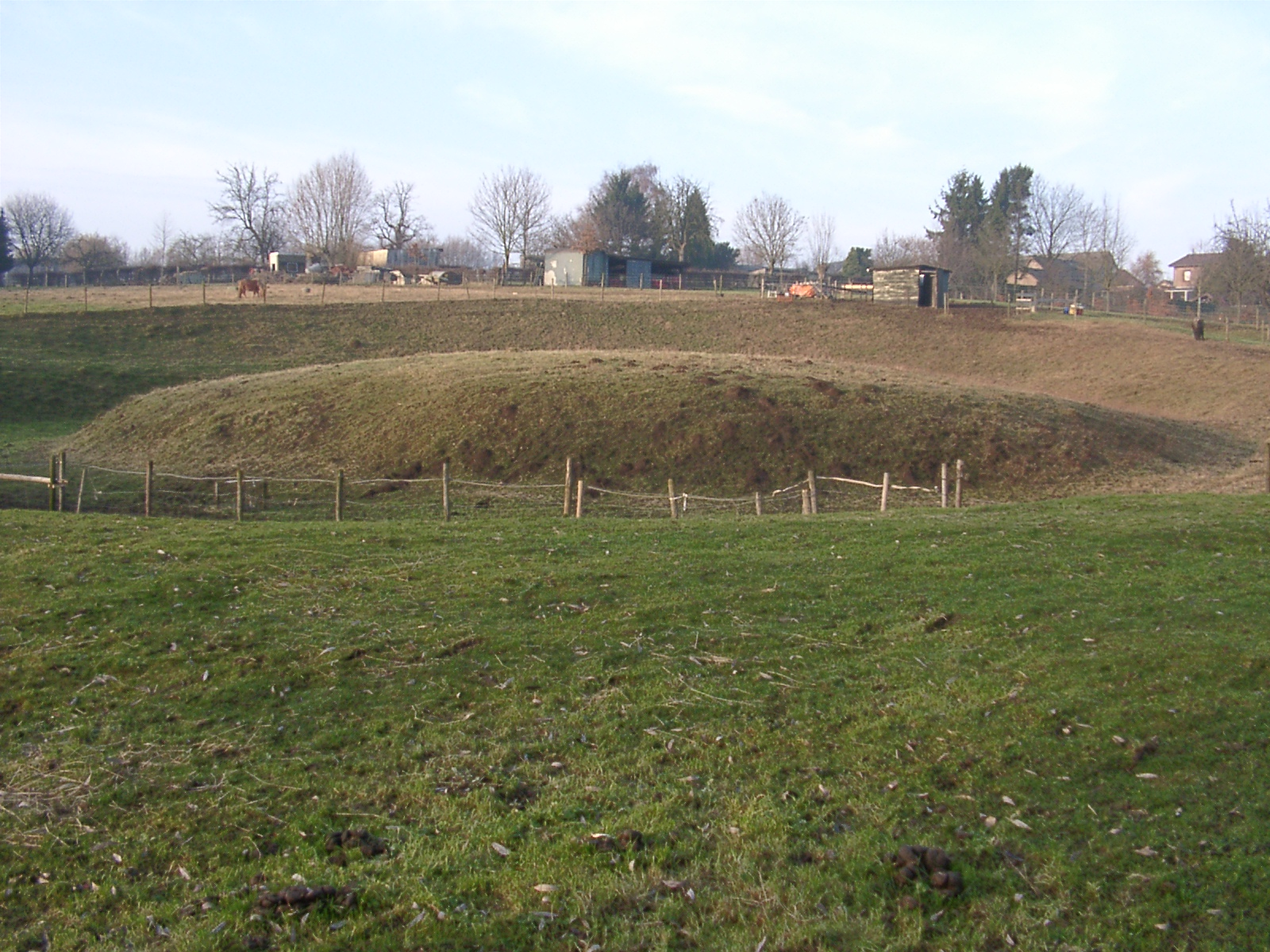
De abschnittsmotte van Ten Esschen

Een abschnittsmotte is een deel van een kasteelheuveltje of motte dat is ontstaan door afgraving van een deel van een grotere heuvel, waardoor de motteheuvel los is komen te liggen van de rest. Tussen de motte en de rest van de heuvel heeft men een gracht gegraven. In Nederland komen ze alleen in Zuid-Limburg voor. Dit zijn onder andere:
- Gracht Burggraaf bij Gulpen, dat uitkijkt over de monding van de Eyserbeek en de Gulp in de Geul.
- De Eyser motte van Eys (achter de kerk op de Boerenberg gelegen), die uitkijkt over het dal van de Eyserbeek en een wegkruising
- De motte Struyver van Ten Esschen (Heerlen)
- De Stoel van Swentibold bij Guttecoven (Sittard-Geleen)